# Pignon (Haïti)
Pour les articles homonymes, voir Pignon.
Pignon (Piyon  ti paris en créole haïtien) est une commune d'Haïti dans le département du Nord et de l'Arrondissement de Saint-Raphaël.

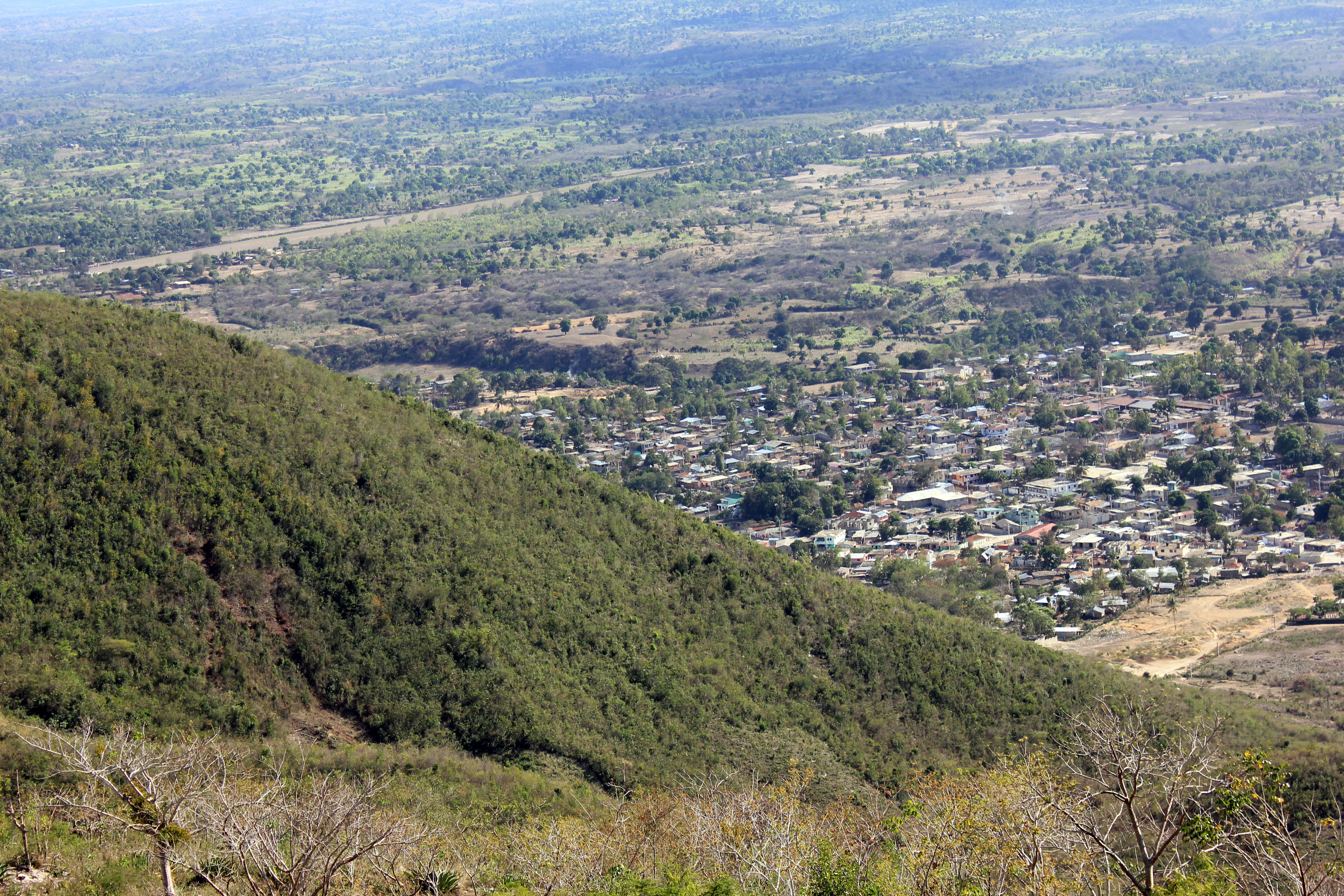
Vue de la commune

## Démographie
La commune est peuplée de 40 322 habitants (recensement par estimation de 2010).

## Administration
La commune est composée des sections communales de :
- Savannette
- La Belle-Mère

## Économie
L'économie locale repose sur la culture du café, du citronnier et de l'oranger.
L'élevage participe également comme secteur d'activité tout comme la récolte du miel par les apiculteurs dans des ruches aménagées.L'agriculture contribue pour une grande partie dans l'économie. La cultivation du canne à sucre, du mais, des haricots, l'industrie des distilleries est un grand morceau pour l'économie locale.
L'industrie forestière et la coupe du bois sont également des secteurs économiques importants.